# Språk i Indonesien
Indonesiens språk hör mestadels till de austronesiska språken, men även andra språkfamiljer finns representerade. I Indonesien talas 710 språk enligt Ethnologue. Landets officiella språk, indonesiskan, har talats av de flesta som andraspråk redan innan självständighet.
Historiskt har varianter av sanskrit och arabiska, till exempel lontara, javanesisk skrift och balinesisk skrift, använts för att nedteckna många indonesiska språk, men under 1900-talet har det latinska alfabetet tagit över som det gängse skriftspråket. Många muslimer i Indonesien använder ibland den arabiska skriften som heter jawi.
De största språken i Indonesien (med ungefärligt andel talare) är:
- Javanesiska (31,8 % av befolkningen)
- Indonesiska (19,7 %)
- Sundanesiska (14,5 %)
- Maduresiska (3,7 %)
- Min Nan-kinesiska (2 %)
- Banjaresiska (1,7 %)
- Balinesiska (1,6 %)